# Dan Coats

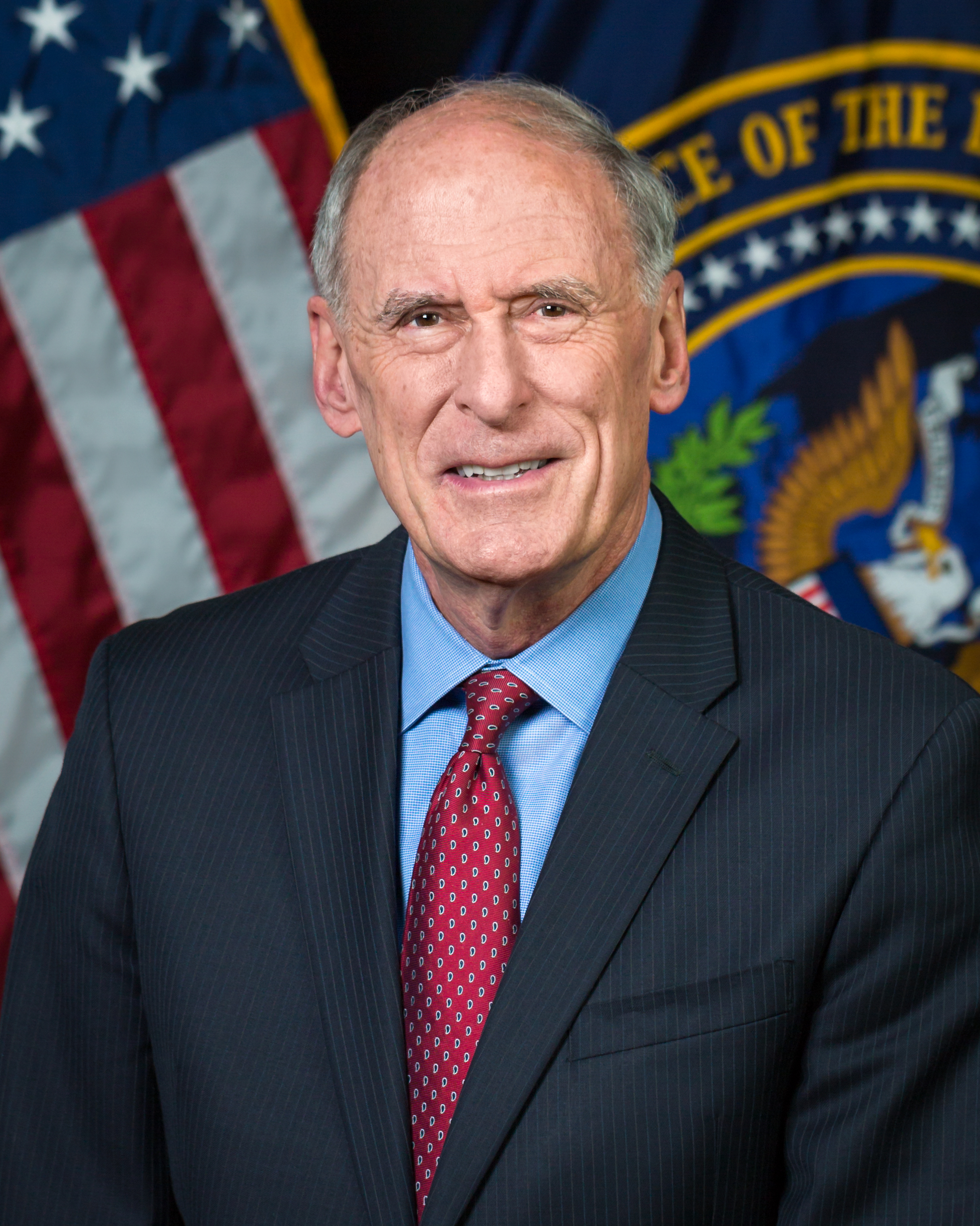
Dan Coats, 2017

Daniel Ray „Dan“ Coats (* 16. Mai 1943 in Jackson, Michigan) ist ein amerikanischer Diplomat und Politiker der Republikanischen Partei. Der Jurist war von 2001 bis 2005 US-Botschafter in Deutschland. Von 1989 bis 1999 und 2011 bis 2017 vertrat er den Bundesstaat Indiana im US-Senat. Von März 2017 bis August 2019 war er unter Präsident Donald Trump der Direktor der nationalen Nachrichtendienste.

## Ausbildung, Beruf und Familie
Nach dem Schulbesuch in Jackson und dem Studium am evangelikalen Wheaton College in Illinois, das auch Billy Graham besuchte, diente Daniel „Dan“ Coats er 1966 bis 1968 in der US Army. 1971 erwarb er an der Indiana University in Indianapolis den Juris Doctor. Im Jahr 1972 wurde er in die Rechtsanwaltskammer aufgenommen und arbeitete für eine Lebensversicherungsgesellschaft in Fort Wayne.
Dan Coats ist seit 1965 mit Marsha Coats verheiratet und hat mit ihr drei erwachsene Kinder. Gemeinsam mit ihr gründete er 1990 die Stiftung Foundation for American Renewal.

## Politische Laufbahn

### Abgeordneter in Repräsentantenhaus und Senat (1980 bis 2005)

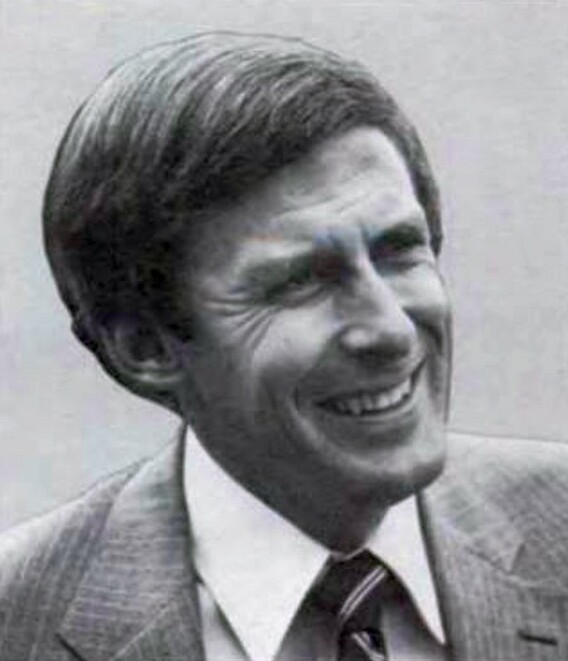
Dan Coats, 1981

Von 1977 bis 1980 war Dan Coats Wahlbezirksdirektor für den Kongressabgeordneten von Indiana, Dan Quayle, den späteren US-Vizepräsidenten unter George H. W. Bush. Coats zog 1980 als Republikaner ins US-Repräsentantenhaus für den vierten Wahlbezirk Indianas ein, den bisher Dan Quayle repräsentiert hatte. Er wurde viermal wiedergewählt. Am 3. Januar 1989 wurde Coats von Gouverneur Robert D. Orr für den Sitz im US-Senat des gerade zum US-Vizepräsidenten gewählten Quayle berufen und wurde bei einer außerordentlichen Nachwahl gegen den Demokraten Baron Hill 1990 von den Wählern für die restliche Amtszeit von zwei Jahren bestätigt. Bei der regulären Senatswahl 1992 wurde er für eine volle Amtszeit von sechs Jahren gewählt. Als Senator war er Mitglied des einflussreichen Ausschusses für die Streitkräfte sowie Vorsitzender der Unterausschüsse für Militärpersonal und für Luft- und Bodenstreitkräfte. Im August 1998 sorgte er für Schlagzeilen, als er die von US-Präsident Bill Clinton angeordneten Luftschläge gegen Ziele in Afghanistan und Sudan in einen Zusammenhang mit der Lewinsky-Affäre rückte. 1998 stellte er sich nicht zur Wiederwahl und schied deshalb Anfang 1999 aus dem US-Senat aus. 1999 ging Coats als Sonderberater in eine bekannte Washingtoner Anwaltskanzlei, in der auch die bekannten ehemaligen Mehrheitsführer des Senats, Bob Dole und George J. Mitchell, tätig sind. Coats war 2001 ein möglicher Kandidat für das Amt des Verteidigungsministers. George W. Bush berief aus innerparteilichen Gründen aber Donald Rumsfeld.

### Botschafter in Deutschland (2001 bis 2005)
Vom 15. August 2001 bis zum 28. Februar 2005 war Dan Coats Botschafter in Deutschland. Der Beginn seiner Amtszeit war überschattet von den Anschlägen des 11. September 2001 in den USA. Zu diesem Zeitpunkt hatte Coats dem deutschen Staatsoberhaupt noch nicht sein Beglaubigungsschreiben überreicht und hatte damit formal sein Amt und seine damit verbundenen Handlungsmöglichkeiten noch nicht angetreten. Coats überreichte das Schreiben auf Vorschlag des Bundespräsidenten Johannes Rau am 12. September 2001 unter Verzicht auf den sonst üblichen Empfang, um die volle diplomatische Handlungsfähigkeit der USA in Deutschland umgehend herzustellen.
Als Botschafter kritisierte Coats mehrfach die Politik der Bundesregierung wegen ihrer Haltung zum Irakkrieg scharf. In seine Amtszeit fiel auch der Beginn der Überwachung des Partei-Handys von Angela Merkel, das in den Jahren 2002 bis 2013 von der US-Botschaft in Berlin aus ausspioniert wurde.
Am 6. Oktober 2004 nahm Coats mit dem deutschen Innenminister Otto Schily und dem Regierenden Bürgermeister Klaus Wowereit den ersten Spatenstich für die neue Botschaft der Vereinigten Staaten in Berlin vor. Das Gelände des Neubaus am Pariser Platz, wenige Meter vom Brandenburger Tor entfernt, wurde – dank der Unterstützung des Ehepaares Coats – 2002 und 2003 für die ersten Ausstellungen der United Buddy Bears genutzt, die danach auf Welttournee gingen.
Sein Nachfolger wurde William Timken, der am 2. September 2005 das Amt antrat.

### Rückkehr in den Senat (2011 bis 2017)
Im Februar 2010 gab Coats bekannt, nach Indiana umzuziehen, um sich um seinen früheren Senatssitz zu bewerben. Auf diesen war nach ihm der Demokrat Evan Bayh gewählt worden, der auf eine erneute Kandidatur verzichtete. In der innerparteilichen Vorwahl setzte sich Coats gegen den von der Tea-Party-Bewegung unterstützten Marlin Stutzman und den ehemaligen Kongressabgeordneten John Hostettler durch. Bei der Senatswahl am 2. November 2010 gewann Coats mit 54,6 Prozent der Stimmen gegen den demokratischen Kongressabgeordneten Brad Ellsworth, der auf 40 Prozent kam. Somit zog Coats am 3. Januar 2011 erneut in den US-Senat ein.
Als im März 2015 47 der 54 republikanischen US-Senatoren in einem öffentlichen Brief Obamas Verhandlungsführung zur Kontrolle des iranischen Atomprogramms untergruben, gehörte er zu den sieben Abgeordneten seiner Partei, die den Brief nicht unterzeichneten.
Im März 2015 gab Coats bekannt, sich bei der Senatswahl 2016 nicht wieder zu bewerben, sondern sich danach aus der Politik zurückzuziehen. Coats erwarb sich in seiner letzten Senatsperiode für seine zurückhaltende Sacharbeit vor allem in der Sicherheitspolitik überparteilich Ansehen. Sein Mandat endete am 3. Januar 2017.

### Nachrichtendienst-Direktor (2017–2019)
Am 7. Januar 2017 kündigte Donald Trump als gewählter Präsident der Vereinigten Staaten an, Coats als Direktor der nationalen Nachrichtendienste zu nominieren. Vor allem seine im Vergleich zu Trump russlandkritische Haltung wurde in diesem Zusammenhang thematisiert. Nachdem er am 15. März 2017 vom US-Senat bestätigt worden war, trat Coats am Tag darauf sein Amt an.
Laut Washington Post vom 22. Mai 2017 lehnte Coats es ab, öffentlich zu erklären, dass es für Trumps vermutete Kollusion mit russischen Stellen im Wahlkampf 2016 keine Hinweise gebe, wozu ihn der Präsident im März gedrängt habe. Nachdem Coats lange im Hintergrund gewirkt hatte, erhielt er im Zusammenhang mit dem Gipfeltreffen in Helsinki zwischen Trump und Russlands Präsident Wladimir Putin als Stimme der US-Nachrichtendienste öffentliche Aufmerksamkeit. Kurz vor dem Treffen erklärte Coats, es gebe eindeutige Hinweise darauf, dass Russland nach seiner Einflussnahme auf den Wahlkampf in den Vereinigten Staaten 2016 weiterhin Cyberangriffe durchführe, um die Demokratie in den USA zu unterminieren. Unmittelbar nach der gemeinsamen Pressekonferenz mit Putin, bei der Trump gesagt (und später negiert) hatte, er kenne die Einschätzung seiner Nachrichtendienste, sehe aber keinen Grund, warum Russland in den US-Wahlkampf eingegriffen haben sollte, verteidigte Coats die Arbeit der Dienste in einer Erklärung. Als Coats bei einer Veranstaltung erfuhr, dass Trump Putin für Herbst 2018 ins Weiße Haus eingeladen habe, reagierte er mit offenbarem Spott: „Okaay … das wird besonders“ („Okaay … that’s going to be special“).
Auch bei anderen Themen widersprachen sich Coats und Trump öffentlich. So erklärte Coats im Januar 2019 in seinem Bericht zur allgemeinen Sicherheitslage, die Islamische Republik Iran arbeite nicht an einer Nuklearwaffe, während Nordkorea von einer solchen nicht ablasse. In beiden Fällen entsprachen Coats’ Einschätzungen der Politik früherer US-Regierungen, von denen Trump abgewichen war. Nach seinem Telefonat mit Wolodymyr Selenskyj erklärte Präsident Trump in einem Tweet am 28. Juli 2019, dass Coats von seinem Posten zum 15. August 2019 zurücktrete. Trump ernannte am 8. August 2019 zu seinem kommissarischen Nachfolger Joseph Maguire. Coats schied zum 15. August 2019 aus dem Amt aus.

## Politische Positionen
Fiskalpolitisch hat sich Coats für Austerität eingesetzt; sein gleichzeitiges Engagement für höhere Rüstungsausgaben, das in den 1980er Jahren unproblematisch war, wurde in den 2010er Jahren vermehrt als widersprüchlich wahrgenommen. Coats hat gute Beziehungen zu seinem Heimatstaat und zu vielen Gliederungen seiner Partei gepflegt, darunter der Tea Party. Er hat in gesellschaftspolitischen Fragen meist konservative Positionen vertreten, wich in Einzelfragen allerdings häufiger von der Parteilinie ab. So hat er sich gegen das Recht auf Abtreibungen eingesetzt (Pro-Life) und 1992 den Family and Medical Leave Act unterstützt, der jungen Eltern mehr Zeit mit ihren Kindern gewährt, was Wirtschaftsverbände und konservative Aktivisten kritisierten. Er galt während der Präsidentschaft George W. Bushs als einer seiner Verbündeten für einen „mitfühlenden Konservatismus“.
In Fragen der Waffenkontrolle hat Coats in den 1990er Jahren mehrfach für stärkere Beschränkungen des Zugangs zu Waffen gestimmt, was zu einer durchwachsenen C-Bewertung durch die National Rifle Association (NRA) geführt hat. 2013 stimmte Coats jedoch gegen den Manchin-Toomey Bill, der Hintergrundkontrollen bei Waffenkäufen eingeführt hätte, und begründete das mit den Erwartungen seiner Wähler. Coats hat die Anerkennung der gleichgeschlechtlichen Ehe abgelehnt und ist 1993 dagegen eingetreten, Homosexuelle zum US-Militär zuzulassen. 1993 entwarf er die Don’t ask, don’t tell-Richtlinie mit und lehnte 2011 ihre Abschaffung ab.
Coats ist insbesondere seit seiner zweiten Mandatszeit als Experte in der Außen- und Sicherheitspolitik hervorgetreten und steht für eine interventionistische Linie. So stellte er sich 2010 gegen den Abzug von Truppen aus Afghanistan und dem Irak.